# Эберштейн
Эберштейн (нем. von Eberstein) — старинный графский род в Швабии и Бадене, игравший значительную роль в распрях XI—XIII вв., как ревностный сторонник Гогенштауфенов.
Владения графа Эберштейн, лежавшие по р. Мургу, с главным пунктом Эберштейн, или Эберштейнбургом, и развалинами бывшего замка (Старый Эберштейн) ещё с XIV стол. мало-помалу переходили к Бадену и в итоге вошли в его состав. Оно обнимало местечко Мукенштурм и 15 деревень, с населением ок. 13000 чел. на пространстве 4,5 час. пути в длину и 2,5 час. в ширину.
Графский род, получивший имя от своего поместья, оставался швабским и по переходе поместий к маркграфам баденским обосновался в Новом Эберштейне. Первым известен из этого рода граф Бертольд, живший около 1140 г., а последним — граф Казимир фон Эберштейн (ум. в 1660 г.), оставивший по себе только дочь. В последнее время своего существования род разделился на 2 линии — католическую и протестантскую. Из других представителей этого рода — граф Вольфрам фон Эберштейн, известный своей продолжительной и упорной, но несчастливой борьбой против графов Вюртембергских.

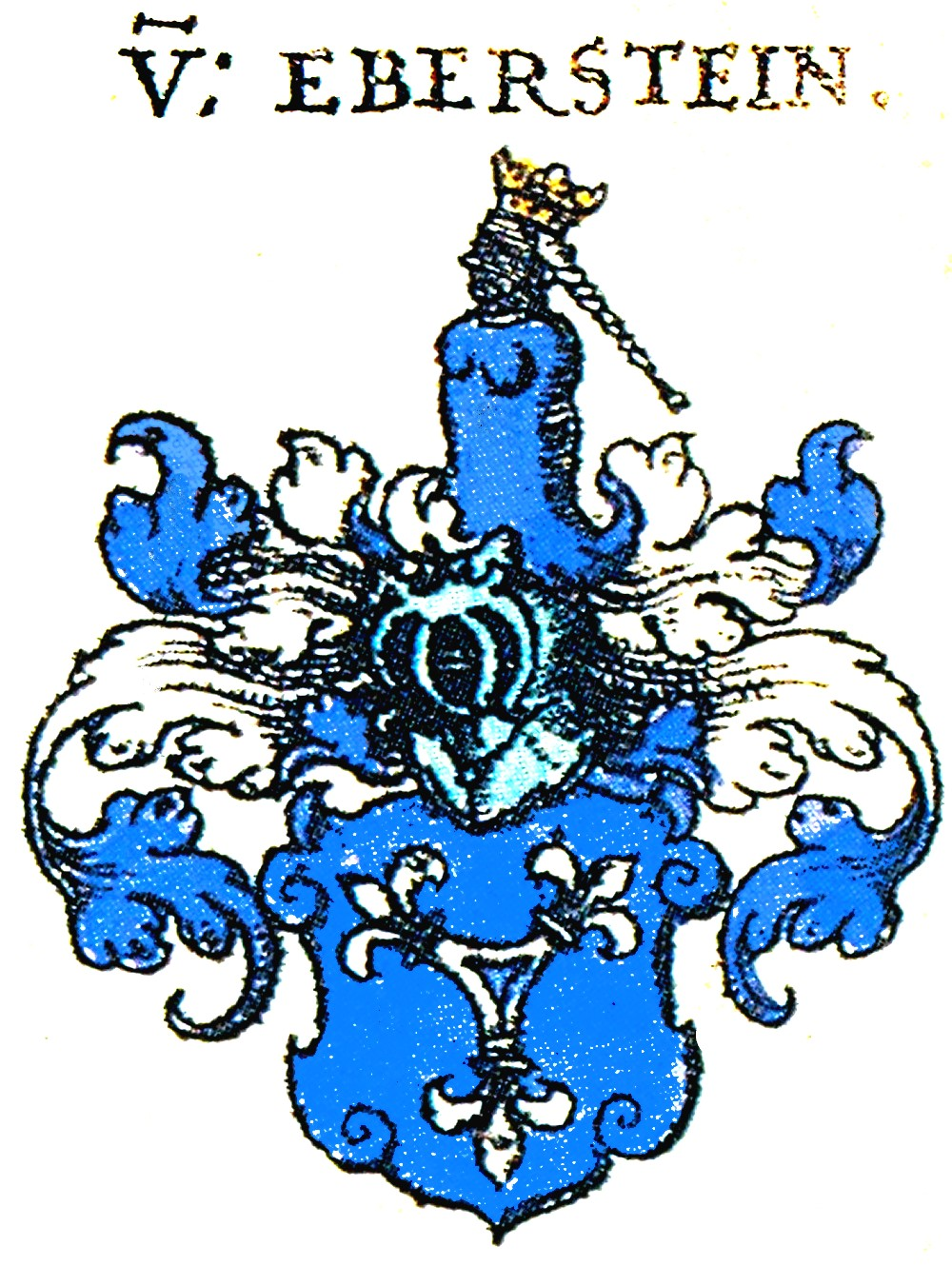
герб франконских Эберштейнов из гербовника Зибмахера

С этим родом не находятся в родстве соименные, известные с XII в. франконские графы фон Эберштейн, которые ведут своё имя от лежащего в развалинах замка Эберштейн в Ренских горах. Из них особенно известен граф Эрнст-Альбрехт фон Эберштейн (1605—1676), сражавшийся в Тридцатилетнюю войну под начальством Тилли, потом состоявший на службе у короля шведского, ландграфа Гессен-Кассельского и короля датского; находясь в последней, в 1659 г. разбил шведов под Нюборгом. 
Упоминаются ещё саксонские графы фон Эберштейн.

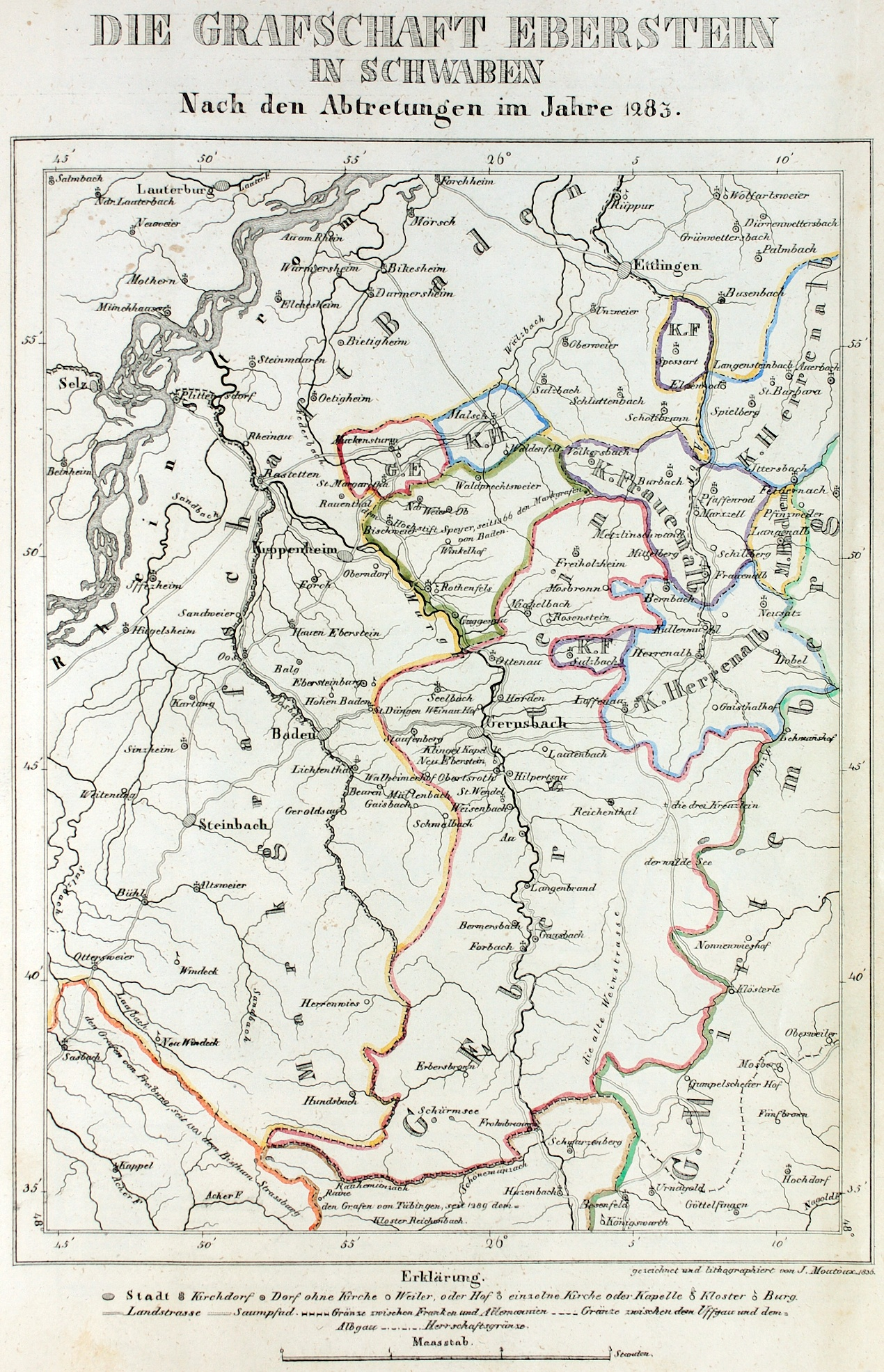
Графство Эберштейн в 1283 г.